# 对坡镇
对坡镇，是中华人民共和国贵州省毕节市七星关区下辖的一个乡镇级行政单位。

## 行政区划
对坡镇下辖以下地区：
对坡村、新门村、新林村、大堡村、中心村、建华村、石板村、嘎木村、杉寨村、田边村、沟脚村、法泥村和乐海村。